# Antígeno prostático específico
Antígeno prostático específico ou PSA é uma enzima (glicoproteína) com algumas características de marcador tumoral ideal, sendo utilizado para diagnóstico, monitorização e controle da evolução do carcinoma da próstata (ou câncer de próstata).
Inicialmente, considerava-se que o PSA fosse específico de tecido prostático mas, a partir do emprego de metodologias mais sensíveis e da realização de estudos imuno-histoquímicos, ficou evidente a presença desta proteína em células de glândulas anais. Posteriormente, vários autores descreveram a presença de PSA em outros tecidos, tais como glândulas periuretrais, mamárias, salivares, pancreáticas e nos demais líquidos corporais além do soro, como leite, líquido amniótico e urina.

## O Teste do PSA
O antigénio prostático específico (PSA) é uma proteína produzida pelas células da glândula prostática. O teste de PSA mede os níveis de PSA no sangue. Como o PSA é produzido pelo corpo e pode ser usado para detectar doenças, é chamado de marcador biológico ou marcador tumoral.
É normal haver baixos níveis de PSA no sangue. Contudo, o cancro da próstata ou condições benignas (não cancerosas) podem aumentar os níveis de PSA. Com o aumento da idade, tanto as condições benignas como cancro da próstata tornam-se mais frequentes. As mais comuns condições benignas da próstata são prostatites (inflamação da próstata) e hiperplasia benigna da próstata (aumento da próstata). Não há provas de que a prostite ou a hiperplasia benigna da próstata causem cancro mas é possível para o homem ter ambas situações e desenvolver cancro da próstata.
Níveis isolados de PSA não dão ao médico informação suficiente para distinguir entre condições benignas da próstata e cancro. Contudo, o médico toma em conta os resultados do teste do PSA para procurar outros sinais de cancro da próstata.

## Justificação da realização do Teste de PSA
Nos Estados Unidos, a Food and Drug Administration (FDA) aprovou o teste de PSA em conjunto com o exame de toque rectal para ajudar a detectar o cancro da próstata em homens com cinquenta ou mais anos. Durante o exame de toque rectal, o médico sente a glândula prostática através da parede rectal para procurar elevações ou áreas anormais. Os médicos muitas vezes usam o teste do PSA e o exame de toque rectal como testes de rastreio; em conjunto, estes testes ajudam os clínicos a detectar cancro da próstata em homens sem sintoma de doença.
A FDA também aprovou o teste de PSA para monitorizar pacientes com historial de cancro da próstata para ver se o cancro regressou. Um nível elevado de PSA num doente com história de cancro da próstata não significa obrigatoriamente que há reincidência do mesmo. Mas o paciente tem que discutir com o seu médico a fim de repetir o teste de PSA ou realizar exames complementares para confirmar a evidência de recorrência.
É importante referir que um doente que recebeu terapia hormonal para o cancro da próstata pode ter um baixo nível de PSA durante ou imediatamente depois do tratamento. O nível baixo pode não ser uma verdadeira medida da actividade de PSA no corpo, pelo que é aconselhável esperar uns meses após o tratamento hormonal antes de realizar um teste de PSA.

## Sua realização
O teste do PSA em conjunto com o exame de toque rectal deve ser pedido quando o paciente tem sintomas característicos do cancro da próstata:
•dificuldades em urinar
•micção dolorosa
•urinar frequente

## A quem é dirigido
A todos e a todas as recomendações para o rastreio variam. Alguns médicos encorajam para homens com cinquenta ou mais anos, outros para homens com elevado risco para iniciar o rastreio entre os 40 e os 45.
Há vários factores de risco que aumentam as hipóteses de desenvolver cancro da próstata que devem ser tomados em consideração. A idade é o factor mais comum, pois 70% de casos de cancro da próstata ocorrem em homens com idade igual ou superior a 65 anos. Outros factores de risco incluem história familiar, raça e dieta. Homens com o pai ou um irmão com cancro da próstata têm maior probabilidade de desenvolver a doença. A raça negra tem maior percentagem de cancro da próstata detectada enquanto que a asiática tem menores valores. Há também provas de que uma dieta rica em gorduras animais aumenta o risco de cancro da próstata.

## Níveis de PSA
Os resultados do teste de PSA referem o nível de PSA detectado no sangue. Os resultados são referidos em nanograma por mililitro (ng/ml) no sangue. As referências são as seguintes:
•0 a 2,5 ng/ml é considerado um valor baixo
•2.6  a 9,9 ng/ml é considerado um valor ligeiro a moderado
•10 a 19,9 ng/ml é considerado um valor moderadamente elevado
•20 ng/ml ou mais é considerado um valor significativamente elevado
Não há um valor específico para se dizer que um nível de PSA é normal ou anormal. Contudo, quanto maior o nível de PSA, maior é a probabilidade de cancro estar presente. Vários factores podem causar a flutuação de níveis de PSA. Quando os níveis de PSA sobem com o tempo, outros testes poderão ser necessários.
Por outro lado, informações contidas no site <https://web.archive.org/web/20150216123803/http://www.donahelena.com.br/index.aspx?cnt=psa> relatam que "Segundo a Sociedade Americana de Câncer o nível de PSA maior que 4 ng/ml é considerado anormal. Nos pacientes jovens os níveis são muito baixos, mas aumentam gradativamente com a idade. As células próstaticas cancerosas produzem 10 vezes mais PSA que as normais."

## Resultados
Há quatro resultados possíveis para um teste de PSA:
1.O valor de PSA é normal e não está presente o cancro da próstata (verdadeiro negativo)
2.O valor de PSA é elevado e está presente o cancro da próstata (verdadeiro positivo)
3.O valor de PSA é elevado e não está presente o cancro da próstata (falso positivo)
4.O valor de PSA é normal e está presente o cancro da próstata (falso negativo)
Por isso, acusar positivo não significa necessariamente a presença de cancro da próstata. O doente deve discutir o valor elevado de PSA com o seu médico. Há várias razões para um nível elevado de PSA, incluindo cancro da próstata, hipertrofia benigna da próstata, inflamação, infecção, idade e etnia.
Se não há sintomas sugerentes de cancer, o médico pode recomendar a repetição do exame de toque retal e o teste de PSA regularmente para procurar qualquer alteração. Um teste à urina também pode ser usado para detectar uma infecção urinária ou procurar sangue. Também podem ser recomendados testes de imagiologia, como ultrassons, raios X ou citoscopia. Uma cirurgia também pode ser recomendada se o problema for hiperplesia benigna da próstata ou uma infecção.
Se há suspeita de cancro, uma biopsia é necessária para determinar se o cancro está na próstata. Durante a biopsia, amostras de tecido da próstata são removidos, com a ajuda de uma agulha e observados ao microscópio. O médico pode usar ultrassons para visualizar a próstata durante a biopsia, mas os ultrassons por si só não podem ser usados para dizer se o cancro está presente.

## Limitações
A detecção nem sempre permite salvar vidas: o teste de PSA pode identificar tumores que crescem lentamente e que não ameaçam a vida do homem. Mas o teste de PSA não ajuda um homem com um cancro de crescimento acelerado ou agressivo, que já alastrou para outras partes do corpo antes de ser detectado.
Falsos positivos (cerca de 70% dos casos positivos): ocorrem quando o nível de PSA está elevado mas o cancro não está presente. Falsos positivos podem levar a procedimentos médicos com riscos potenciais e custos financeiros significativos e criar ansiedade no paciente e na sua família. A maioria dos homens com elevado PSA não têm cancro, apenas 25 a 30% é que têm cancro.
Falsos negativos (cerca de 1 a 2% dos casos negativos): ocorrem quando o nível de PSA é normal na presença de cancro. A maioria dos cancros da próstata são de crescimento lento e podem existir há décadas antes de serem suficientemente grandes para causarem sintomas.

## Controvérsia
Usar o teste de PSA no rastreio para o cancro é controverso porque ainda não é conhecido se de facto o teste salva vidas. Mais: não são claros os benefícios do rastreio do PSA em relação aos riscos do tratamento do cancro. Por exemplo, o PSA pode detectar pequenos cancros que poderiam nunca ameaçar a vida do doente. Esta situação pode pôr uma vida em risco devido às complicações de tratamentos desnecessários como cirurgia ou radiação.
O procedimento para diagnosticar cancro da próstata (biopsia) pode ter efeitos secundários indesejáveis, incluindo hemorragias e infecções. O tratamento para o cancro da próstata pode causar incontinência e disfunção eréctil. Por estas razões, é importante avaliar os riscos e benefícios dos procedimentos de diagnóstico e tratamento perante o resultado do rastreio.

## Pesquisa
Os benefícios do rastreio do cancro da próstata ainda estão a ser estudados, esperando-se resultados dentro de alguns anos. Os cientistas estão também a pesquisar maneiras de distinguir entre um tumor benigno e maligno e entre cancros de crescimento lento e rápido (estes potencialmente fatais).
Alguns dos métodos estudados são:
•Velocidade do PSA: A velocidade do PSA baseia-se nas alterações da concentração de PSA ao longo do tempo. Um aumento brusco de PSA levanta suspeitas de cancro.
•PSA ajustado à idade: Como os níveis de PSA aumentam naturalmente à medida que o homem envelhece, foi proposto que os valores se ajustem à idade.
•Densidade do PSA: A densidade do PSA considera a correlação entre o valor de PSA e o tamanho da próstata. Isto é, um valor elevado de PSA poderá não levantar suspeitas se um homem tem uma próstata de grande tamanho.
•Alteração dos valores de referência: alguns investigadores sugerem baixar os valores de referência, na esperança de uma melhor despistagem. Contudo, esta situação poderá levar a um aumento de falsos positivos.
•Padrões proteicos: Cientistas também estão a estudar um teste que analise rapidamente padrões de várias proteínas no sangue. Os pesquisadores esperam que esta técnica possa determinar se uma biópsia é necessária quando a pessoa tem um nível de PSA ligeiramente elevado ou um exame de toque rectal anormal.
•PSA livre e PSA ligado: O PSA circula no sangue em duas formas, livre ou ligado a uma proteína. Com o aumento das condições benignas, há maior concentração de PSA livre, enquanto que o cancro produz mais a forma ligada. Uma baixa percentagem de PSA livre (25% ou menos) significa um aumento de risco de cancro da próstata que elevadas percentagens.
Em Portugal, o rastreio do PSA é realizado a 12 de Janeiro nas Farmácias Comunitárias.